# Liptovská Ondrašová
Liptovská Ondrašová (maďarsky András Falu) je městská část Liptovského Mikuláše, 2 km severozápadně od centra města.

## Poloha
Liptovská Ondrašová leží v centrální části Liptovské kotliny, při ústí Jalovčanky do vodní nádrže Liptovská Mara, pod vrchem Díl (647,5 m n. m.). Na území obce vtéká do Jalovčanky pravostranná Ondrašovianka a levostranný Mútnik. Katastrální území původní obce sousedí na jihovýchodě s Liptovským Mikulášem, na severu s obcí Bobrovec a na západě s katastrálním územím bývalé obce Ráztoky. Liptovská Ondrašová se nachází na křižovatce silnice II/584 směřující z města vedle Liptovské Mary na Oravu a silnice III. třídy do obce Bobrovec. Jižním okrajem obce prochází železniční trať Žilina - Košice, nádraží v Liptovském Mikuláši je vzdáleno 2 km.

## Historie
Původně samostatná obec byla pojmenována podle Ondřeje, který zde spolu s bratrem Janem postavil v roce 1419 kostel. Byla zemanskou osadou, v 16. století zde stálo sedm zemanských kurií a dvacet poddanských domů. Obyvatelé byli převážně nádeníky, povozníky, od konce 19. století i dělníky a železničáři. V katastru obce byly objeveny bronzové předměty lužické kultury a pohřebiště. K městu Liptovský Mikuláš byla obec přičleněna v roce 1960.

## Pamětihodnosti
- Evangelický kostel, jednoduchá jednolodní stavba s pravoúhlým ukončením presbytáře a představenou věží z roku 1878. Původně šlo o zvonici, v roce 1909 nadstavěnou a v roce 1933 rozšířenou o objekt kostela.[1] Kostel má půlkruhově ukončená okna a věž ukončenou korunní římsou s terčíkem a jehlancovou helmicí.
- Kurie Adeodata Pongráca (Ondrašovská 35), jednopodlažní původně renesanční stavba na půdorysu obdélníku s valbovou střechou ze 17. století. Barokně byla upravována v 18. století. Stavbě dominuje rizalit členěný pilastry s trojúhelníkovým štítem s tympanonem. Okna mají profilované šambrány s klenáky.
- Kurie Dionýsa Pongráca, jednopodlažní původně renesanční stavba na půdorysu obdélníku s valbovou střechou ze 17. století.
- Pongrácovská kúrie (Pod Čerencom 110), jednopodlažní původně renesanční stavba na půdorysu obdélníku s valbovou střechou z roku 1686.
- Pongrácovská kúrie (Pod Čerencom 4), jednopodlažní původně renesanční stavba na půdorysu obdélníku s manzardovou střechou z roku 1685. Součástí kúrie je představená věž čtvercového půdorysu se zvonovitou šindelovou střechou.
- Na bývalých ondrašovských loukách stojí památník prvního slovenského národního shromáždění (tzv. Žádosti slovenského národa, 10. května 1848) z roku 1928.
- Na budově mateřské školy je pamětní tabule připomínající padlé ve 2. světové válce.
- Ve středu obce, mezi potokem a kulturním domem, stojí stoletá 18 metrů vysoká lípa velkolistá s obvodem kmene 478 cm a průměrem koruny 14 m, která byla v roce 1975 prohlášena za chráněný strom.